# Kościół Świętego Floriana w Stalowej Woli
Kościół Świętego Floriana w Stalowej Woli – rzymskokatolicki kościół filialny należący do dekanatu Stalowa Wola diecezji sandomierskiej.
Jest to drewniana świątynia z 1802 roku, przeniesiona w 1943 roku ze wsi Stany, dzięki staraniom księdza Józefa Skoczyńskiego. Budowla posiada konstrukcję zrębową, nie jest orientowana, zbudowana z drewna sosnowego. Jej prezbiterium jest mniejsze od nawy, i zamknięte jest trójbocznie, przy nim znajdują się dwie boczne zakrystie. Od frontu nawy znajduje się kruchta. Świątynia nakryta jest dachem dwukalenicowym, złożonym z gontów. Na dachu znajduje się sześcioboczna wieżyczką na sygnaturkę. Jest ona zwieńczona baniastym blaszanym dachem hełmowym z latarnią. Kościół jest otoczony zamkniętymi sobotami. Wnętrze jest obite boazerią i jest podzielone dwoma rzędami słupów po dwie sztuki. Wnętrze jest nakryte płaskimi stropami z kasetonami. Chór muzyczny jest podparty czterema słupami z prospektem organowym. Ołtarz główny i dwa boczne reprezentują styl neobarokowy i zostały wykonane w XIX wieku.
Obok świątyni znajduje się dzwonnica drewniana posiadająca konstrukcję słupową, powstała na z początku XIX wieku.

## Galeria

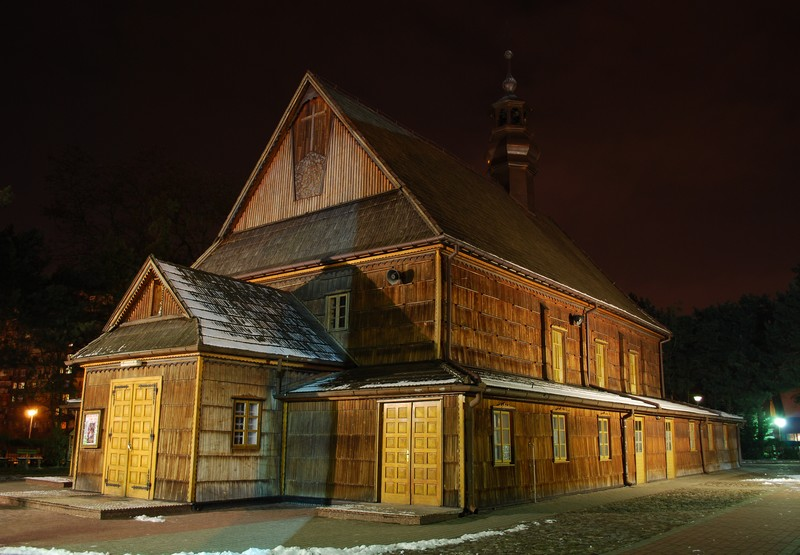
Kościół nocą (2009)
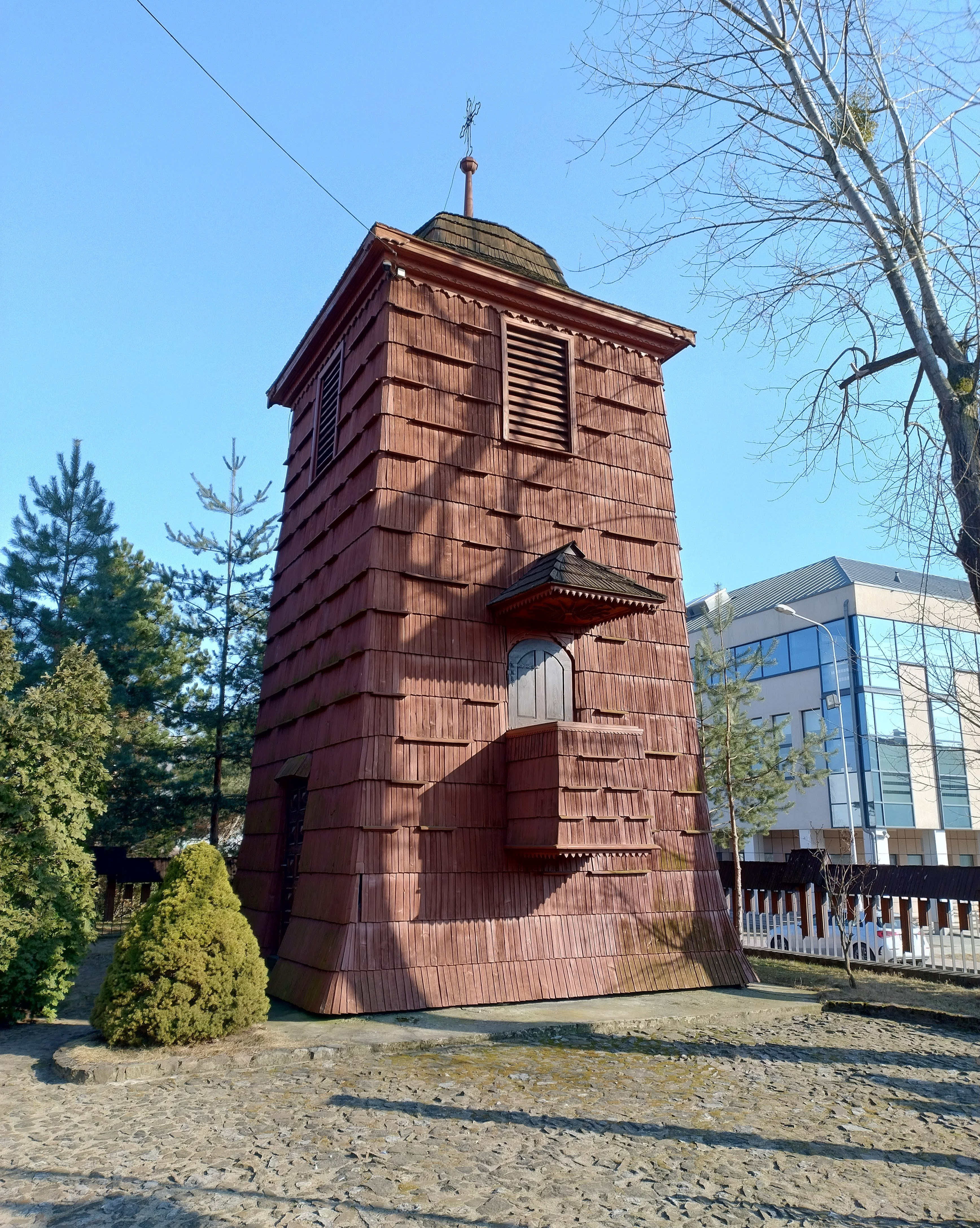
Dzwonnica (2025)
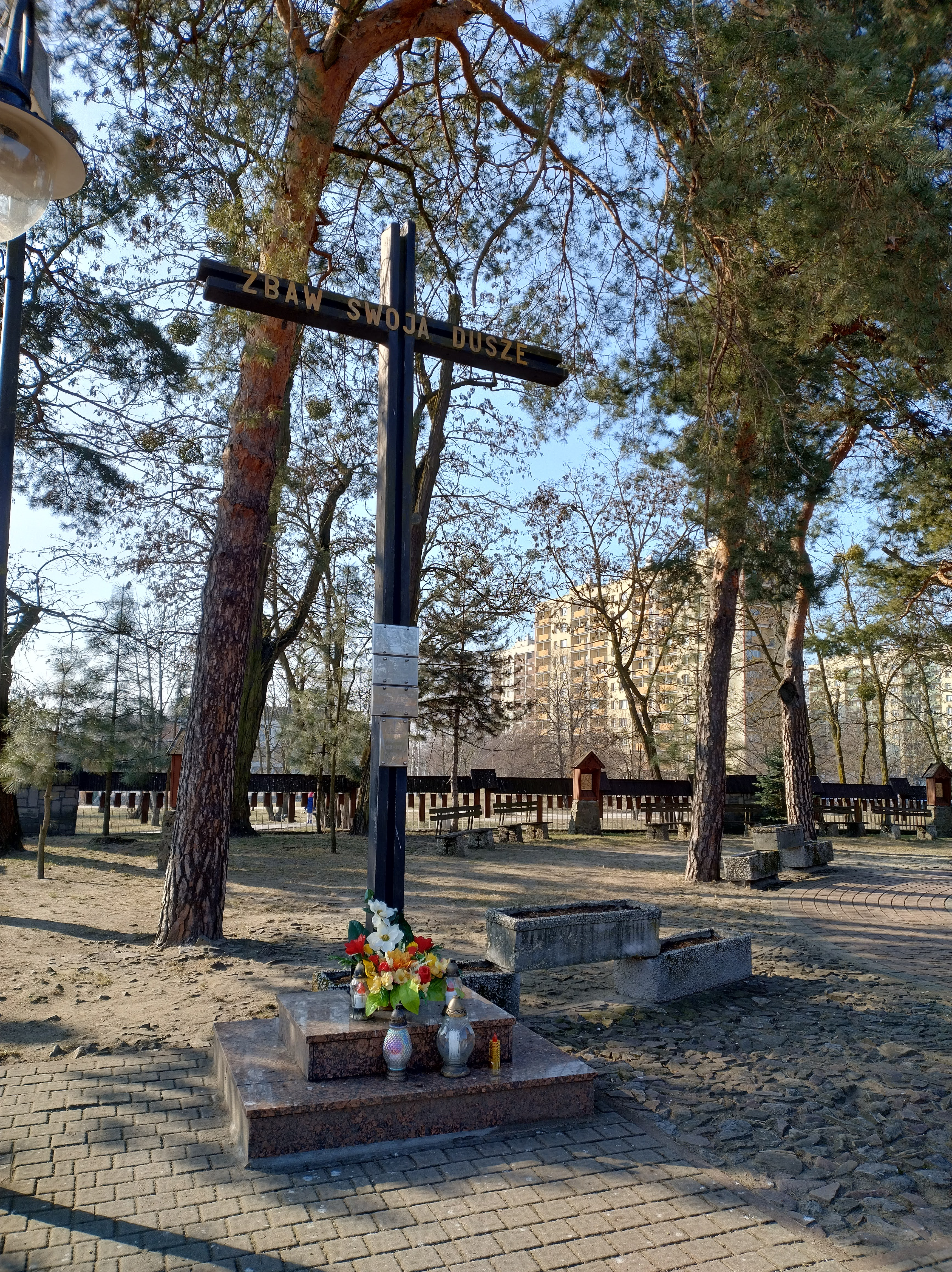
Krzyż przed kościołem (2025)